# Erstunterweisung
In der Erstunterweisung werden neue Betriebsangehörige über diverse sicherheitsrelevante Aspekte ihres Tätigkeitsumfeldes informiert. Das Arbeitsschutzgesetz § 12 Abs. 1, die Unfallverhütungsvorschrift DGUV Vorschrift 1  „Allgemeine Grundsätze der Prävention“ und weitere Vorschriften verpflichten den Unternehmer, seine Beschäftigten über Sicherheit und Gesundheitsschutz bei der Arbeit hinreichend und angemessen zu unterweisen.
Die Erstunterweisung gliedert sich in einen allgemeinen Teil:
- Namen der Ersthelfer
- Ort(e) des Verbandkastens
- Adressen der Durchgangsärzte
- Definition von Arbeitsunfällen und Wegeunfällen
- Zugehörigkeit der Berufsgenossenschaft
- Erklärung der Rettungs-, Verbots-, Gebots und Brandschutzzeichen
- Meldepflicht von Arbeitsunfällen
- Ort(e) und Funktion der Feuerlöscher und Brandschutzeinrichtungen
- Verhalten im Brandfall
- usw.

und einen arbeitsplatzbezogenen Teil:
- Gefahren am jeweiligen Arbeitsplatz
- Sicherheitseinrichtungen
- Verhaltensregeln
- Verhalten in Notsituationen
- usw.

Die Durchführung der Unterweisung ist zu dokumentieren und zu archivieren:
- Datum der Unterweisung,
- Inhalt(e) der Unterweisung,
- Art der Unterweisung und Name des Unterweisenden,
- Name und Unterschrift der unterwiesenen Person(en).